# Tartaleta de crema

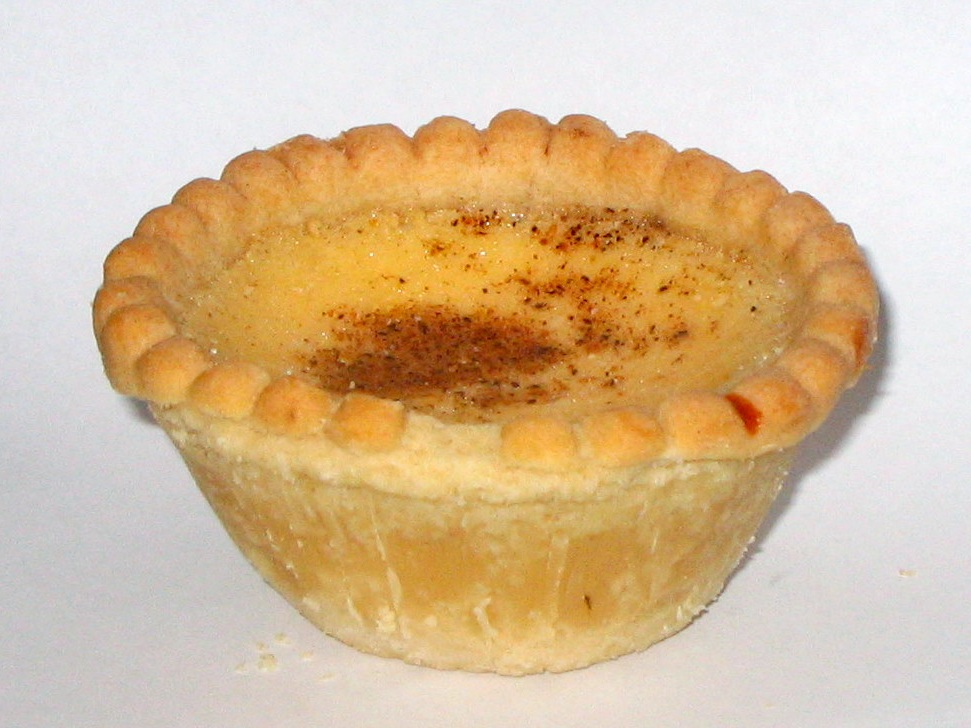
Tartaleta de huevo individual de Nash's Bakery (The Covered Market, Oxford).

Las tartaletas de crema (en inglés custard tart) son un pastel típico del Reino Unido, presentes también en Australia y Nueva Zelanda. A menudo se las llaman tartaletas de crema de huevo (egg custard tarts) o simplemente cremas de huevo (egg custards) para distinguirlas de las que llevan relleno de crema de harina de maíz.
Las tartaletas de crema consisten de una corteza externa de pasta, rellena con crema de huevo y horneada. Existen especialidades similares en otros países de Europa occidental y resto del mundo.

## Historia
El desarrollo de la crema está tan estrechamente relacionado con la tartaleta que ambas proceden del croustade francés, un tipo de pastel. Otros nombres para variedades de tartaletas de crema en la Edad Media eran doucettes y darioles. En 1399, el banquete de coronación preparado para Enrique IV de Inglaterra incluyó "doucettys".
Las recetas medievales solían incluir una corteza de pasta quebrada rellena con una mezcla de crema, leche o caldo con huevo, endulzantes como azúcar o miel, y a veces especias. Existían recetas tan pronto como en el siglo XIV que pueden reconocerse actualmente como tartaletas de crema. Las tartaletas también pueden prepararse con leche de almendra durante las épocas de ayuno como Cuaresma, aunque esto era bastante caro y habría sido popular solo entre los relativamente ricos. A menudo, se añadían también ingredientes salados tales como cerdo picado o médula de ternera (la combinación de ingredientes dulces y salados era común en la Inglaterra medieval), pero a diferencia del quiche moderno el relleno de crema era siempre dulce.

## Versiones modernas

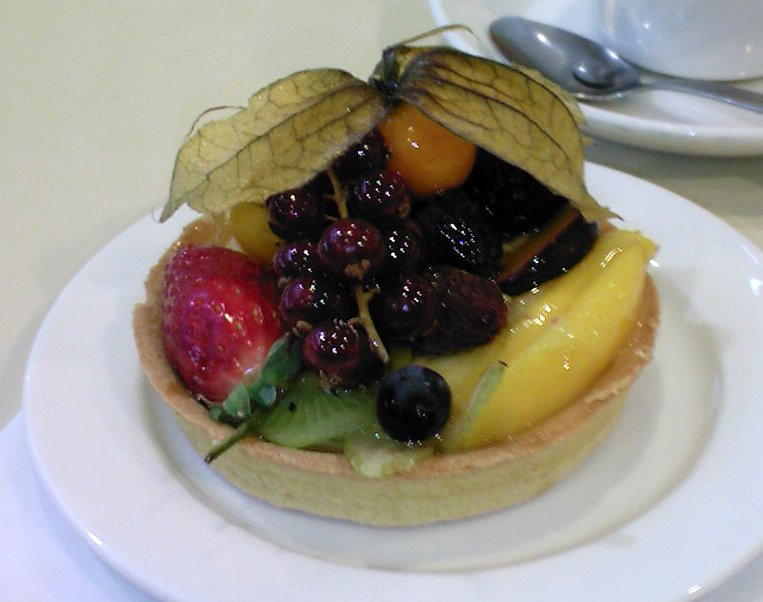
Una tartaleta rellena de crema y cubierta de fruta.

Las tartaletas de crema modernas suelen hacerse de pasta quebrada, huevo, azúcar, leche o nata y vainilla, espolvoreadas con nuez moscada y horneadas. A diferencia de las tartaletas de huevo, las de crema suelen servirse a temperatura ambiente. Se venden en supermercados y panaderías de todo el Reino Unido, tanto en formato individual, generalmente de unos 8 cm de diámetro, o en piezas mayores destinadas a cortarse en porciones.
La tartaleta de crema se considera un plato británico clásico, y como tal una versión de Marcus Wareing fue seleccionada en el programa de televisión de la BBC Great British Menu como postre de un banquete para celebrar el 80.º cumpleaños de Isabel II de Inglaterra.
Entre las variantes de la receta clásica está la tartaleta Manchester, en la que se unta una capa de mermelada sobre la masa antes de añadir la crema. Otras versiones pueden llevar alguna fruta fresca en el relleno, como ruibarbo. Versiones cubiertas con arreglos más elaborados de frutas demuestran la influencia de la pâtisserie francesa.